# Municipio de Higgins (Arkansas)
El municipio de Higgins (en inglés: Higgins Township) es un municipio ubicado en el condado de Conway en el estado estadounidense de Arkansas. En el año 2010 tenía una población de 84 habitantes y una densidad poblacional de 3,84 personas por km².

## Geografía
El municipio de Higgins se encuentra ubicado en las coordenadas 35°5′45″N 92°53′00″O / 35.09583, -92.88333. Según la Oficina del Censo de los Estados Unidos, el municipio tiene una superficie total de 21.9 km², de la cual 21,83 km² corresponden a tierra firme y (0,32 %) 0,07 km² es agua.

## Demografía
Según el censo de 2010, había 84 personas residiendo en el municipio de Higgins. La densidad de población era de 3,84 hab./km². De los 84 habitantes, el municipio de Higgins estaba compuesto por el 97,62 % blancos, el 1,19 % eran asiáticos, el 1,19 % eran de otras razas. Del total de la población el 4,76 % eran hispanos o latinos de cualquier raza.